# Тонері
Тонері (або сядзін) (яп. 舎人) — титул в Японії періодів Асука та Нара, яким володіли слуги володарів та вельмож. Вони могли бути персональними охоронцями, або виконувати різні дрібні доручення.

## Огляд
Цей титул уже існував як один із соціальних станів насіро (яп. 名代) в системі управління бемінсей (яп. 部民制) періоду Ямато. Слово має те саме походження, що й «тоне» (яп. 刀禰、刀祢、利根、刀根、登根、戸根 тощо). В давнину це слово вказувало на професію, яка була пов'язана з річковим транспортом, звідси і використання його як частини географічних назв: річок, портів та ін[уточнити]. Пізніше воно стало означати персонального слугу короля. До нього додалось «рі» (яп. 人), що означає «особа, людина». Титул тонері був у одному ряду з іншими титулами осіб наближених до володаря, такими як юґей (яп. 靱負), унеме (яп. 采女) та касіваде (яп. 膳夫). В цьому значенні його можна побачити лише в історичній книзі «Кодзікі».

## Джерело
На основі відповідної статті в японській Вікіпедії.